# Abhaneri
Abhaneri är en ort i Indien.   Den ligger i distriktet Dausa och delstaten Rajasthan, i den norra delen av landet, 190 km söder om huvudstaden New Delhi. Abhaneri ligger 280 meter över havet och antalet invånare är 1 424.
Terrängen runt Abhaneri är mycket platt. Runt Abhaneri är det tätbefolkat, med 550 invånare per kvadratkilometer. Närmaste större samhälle är Bāndīkūi, 5,9 km nordväst om Abhaneri. Trakten runt Abhaneri består till största delen av jordbruksmark.

## Bildgalleri

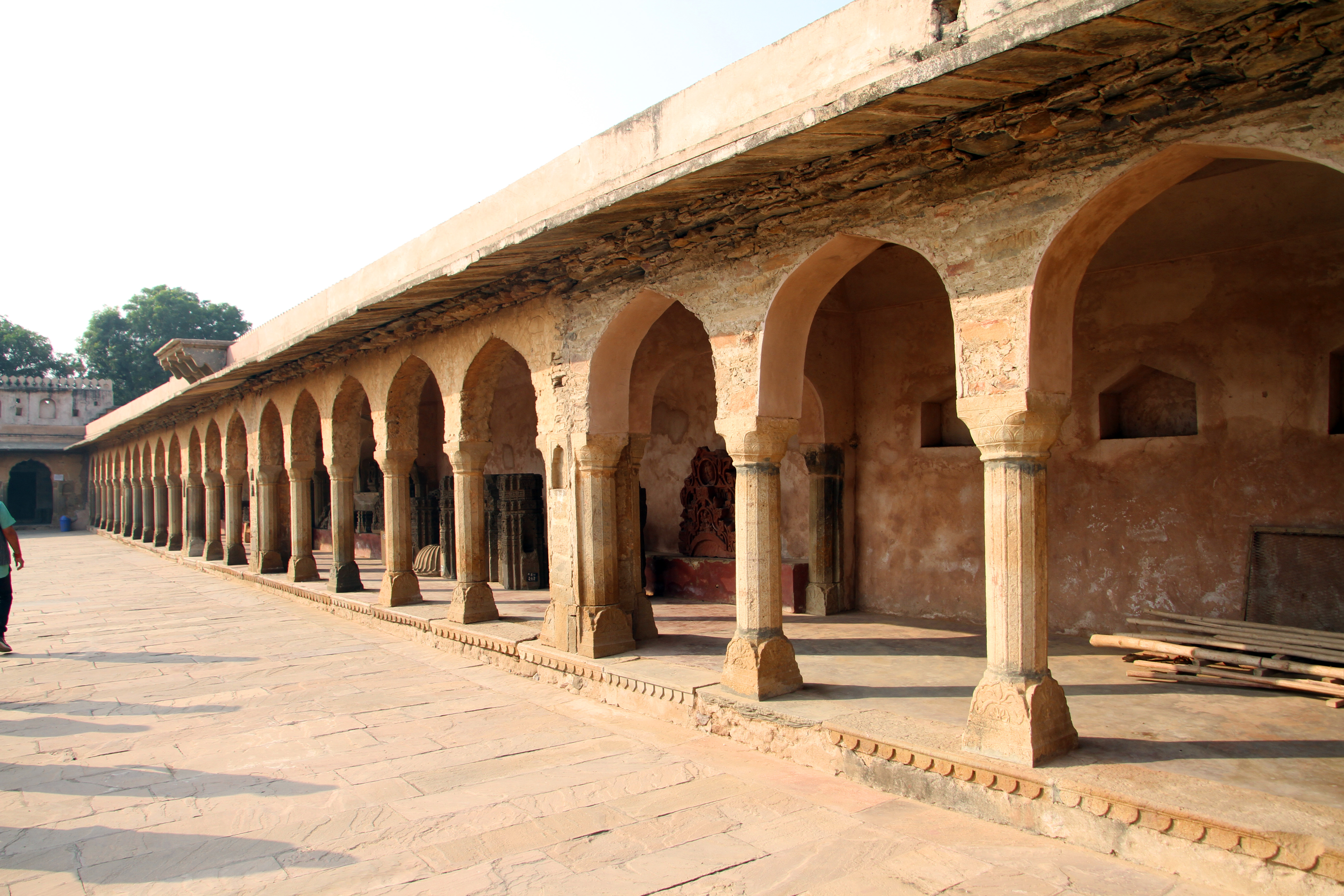
Chand Baori gallery
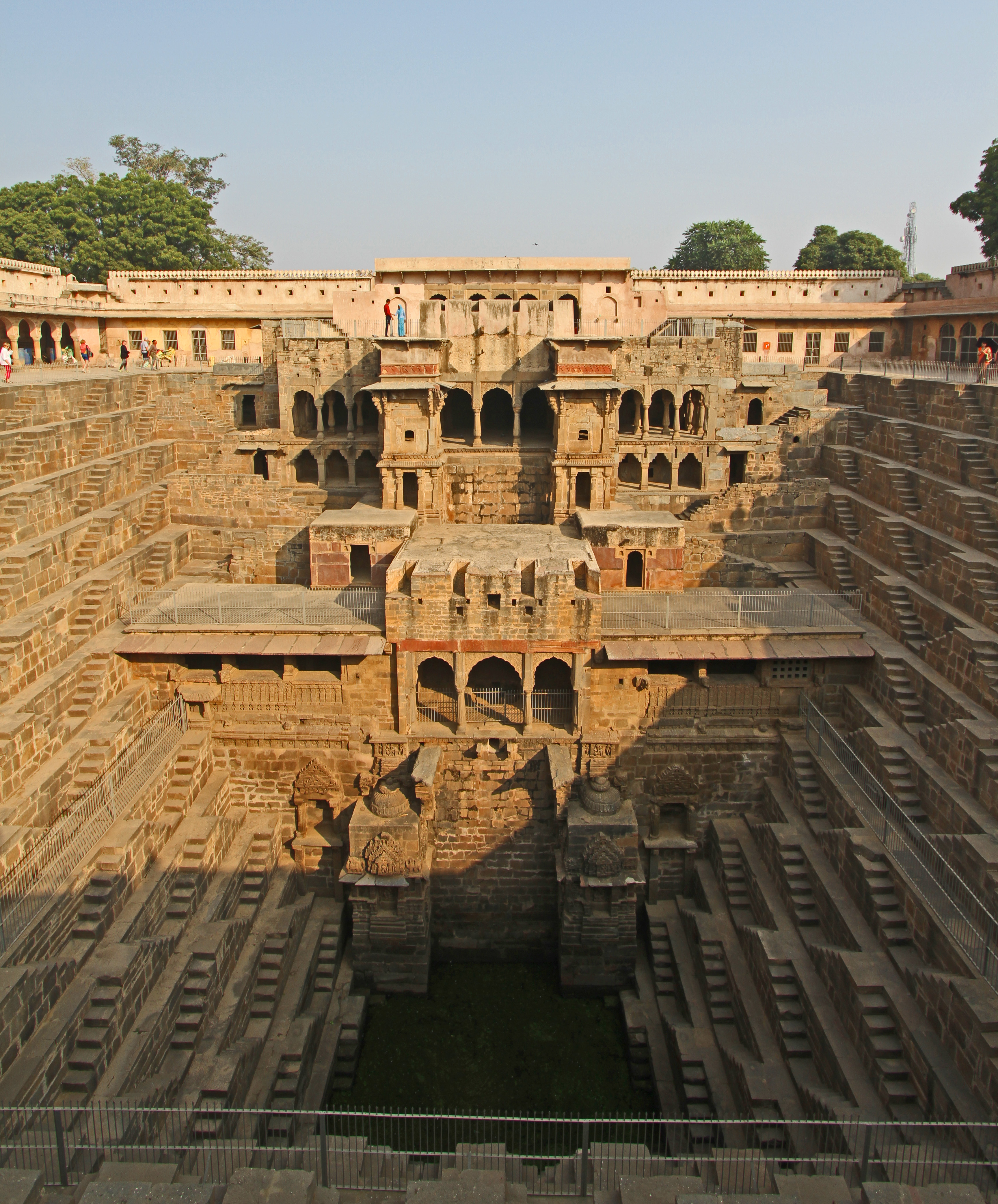
Chand Baori
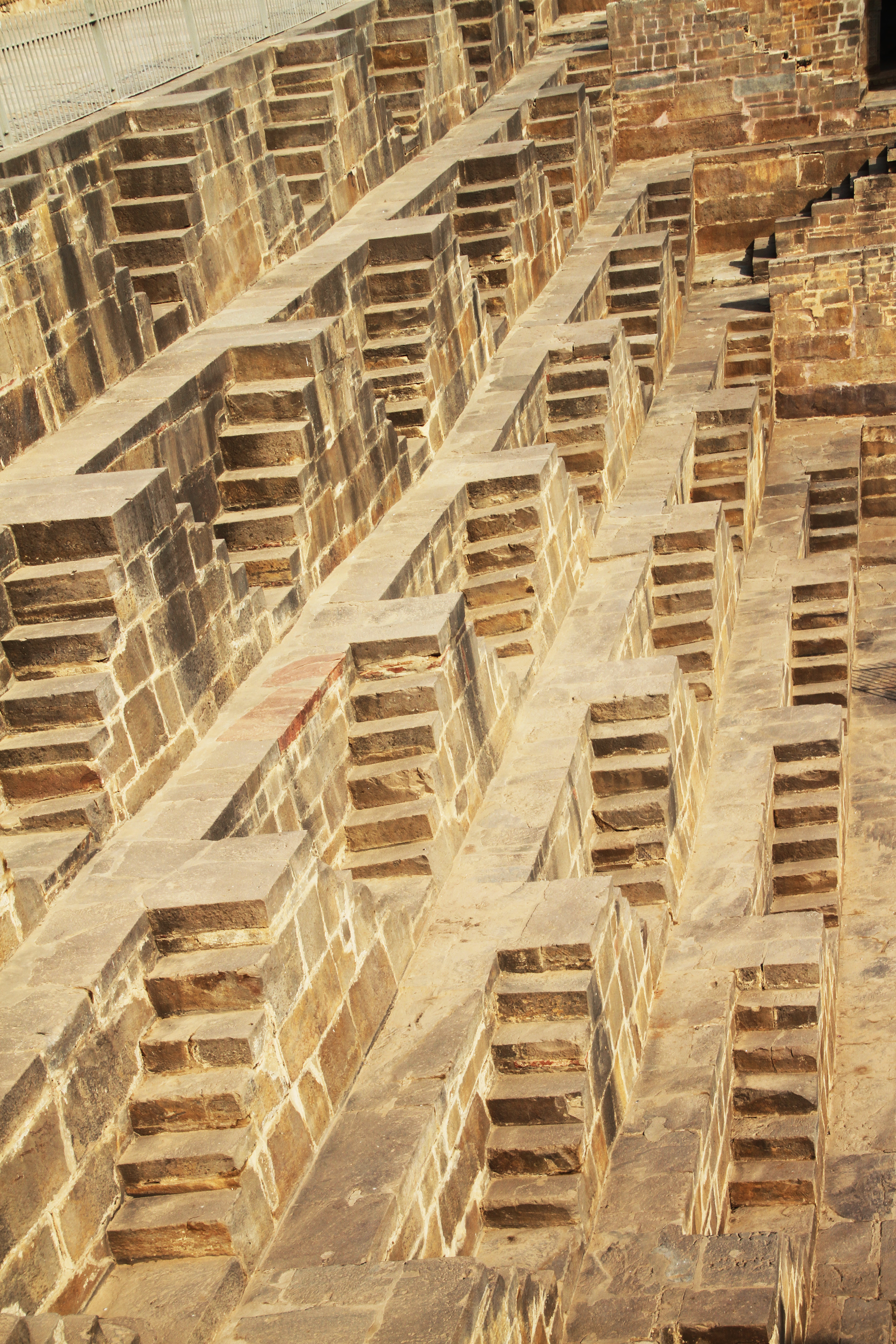
Chand Baori
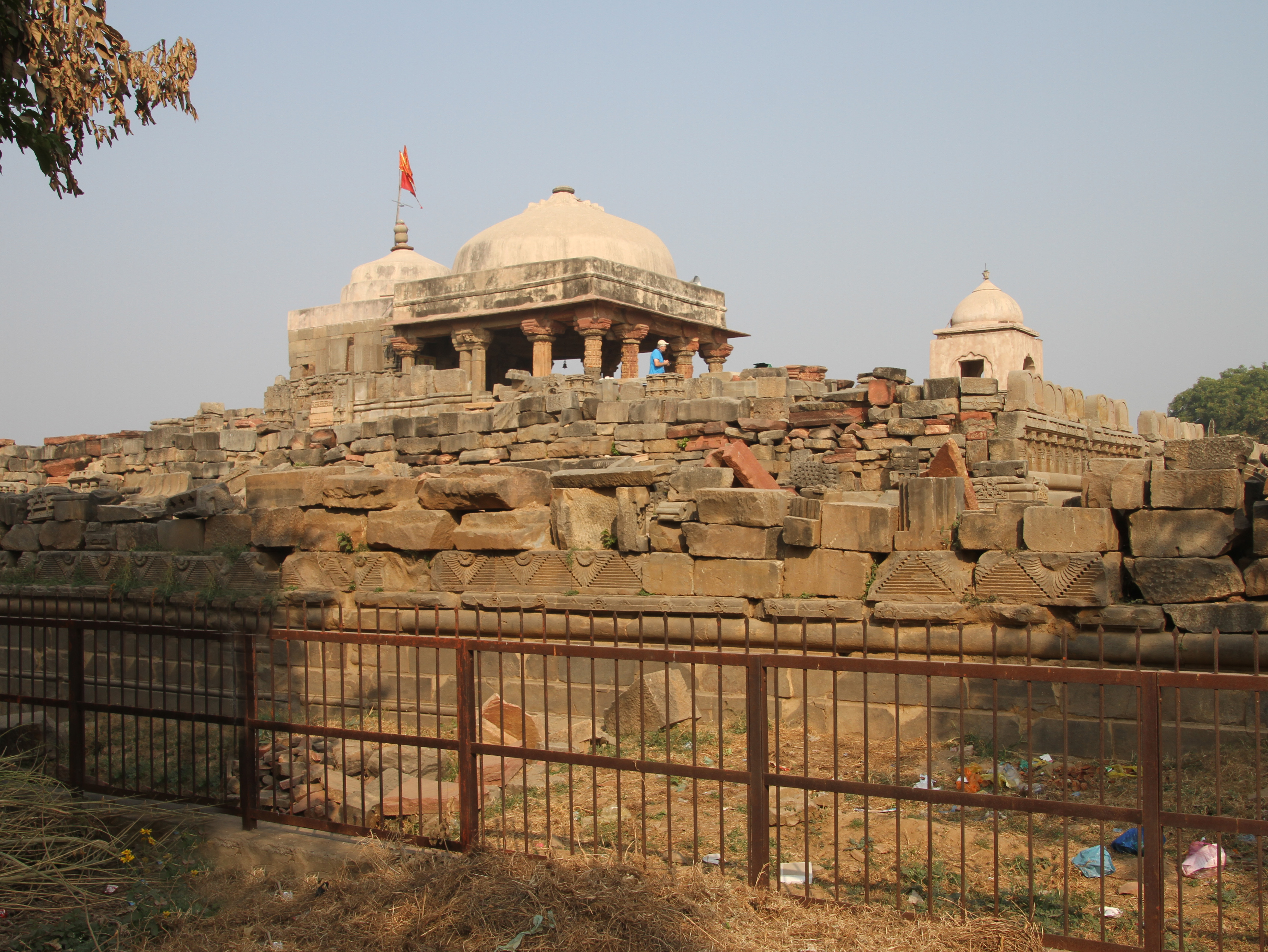
Harsat Mata ka Mandir
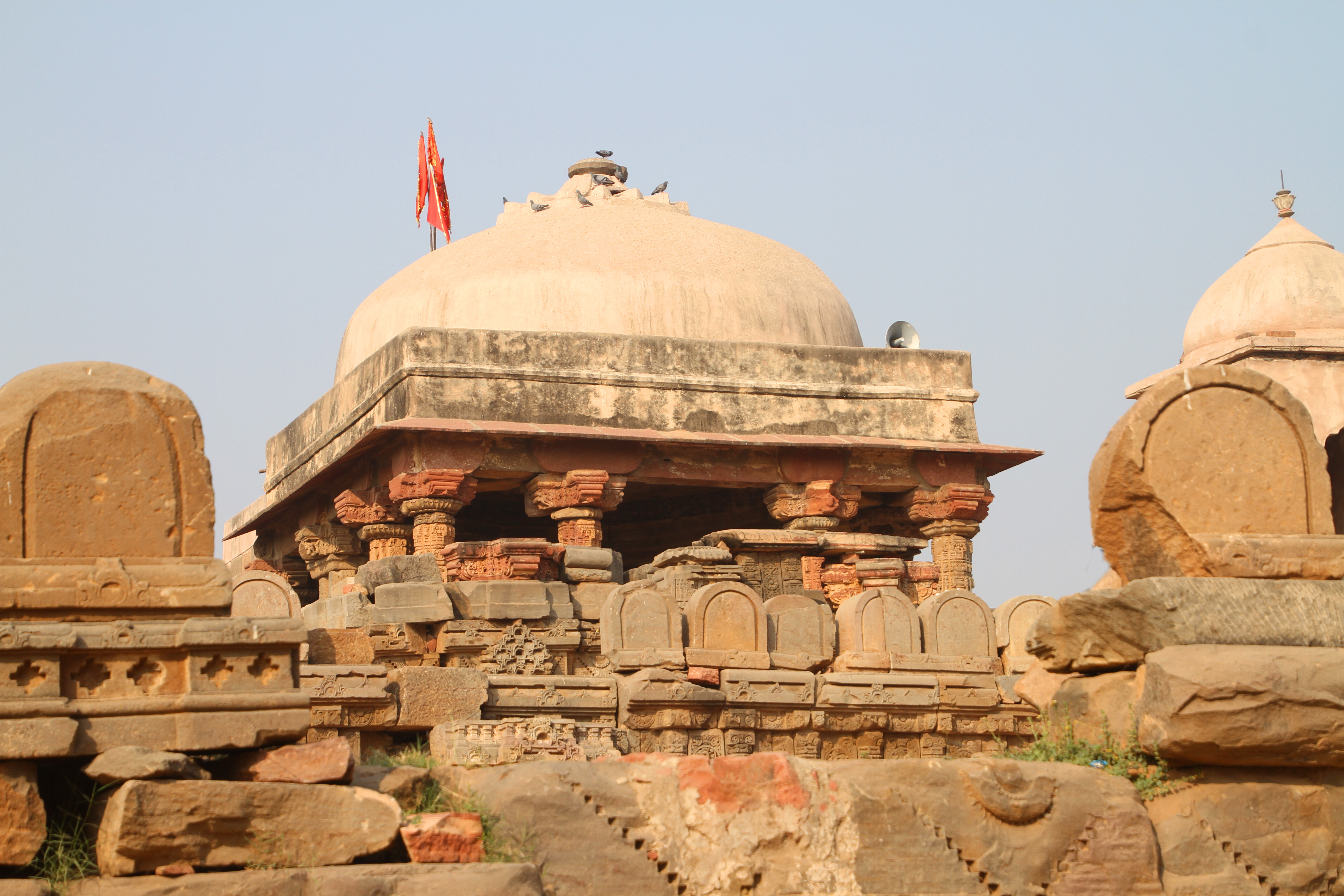
Harsat Mata ka Mandir
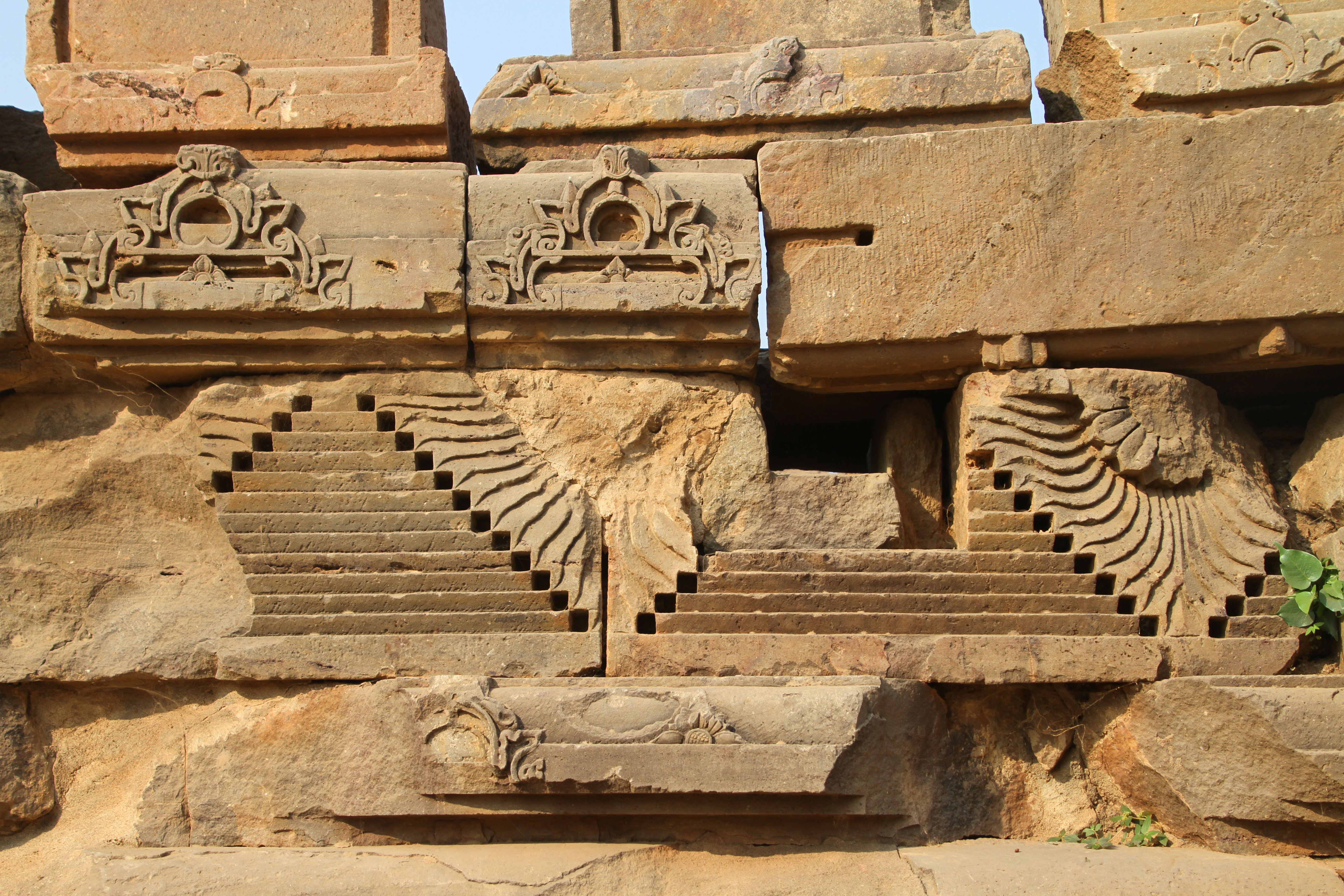
Harsat Mata ka Mandir